# Чарлз Гард Таунс
Чарлз Гард Таунс (англ. Charles Hard Townes, 28 липня 1915, Грінвілл, Південна Кароліна — 27 січня 2015, Берклі, Каліфорнія) — американський фізик, лауреат Нобелівської премії з фізики (1964). Член Національної академії наук США (1956), іноземний член РАН (1994).

## Біографія
Таунс народився в Грінвіллі, там же навчався, в 1935 закінчив Фурманський університет, в 1939 — в Каліфорнійський технологічний інститут. У 1939–1948 він працював у фірмі «Белл телефон», в 1948–1961 — в Колумбійському університеті (з 1950 на посаді професора). У 1961–1966 Таунс був професором і президентом Массачусетського технологічного інституту, з 1967 очолює фізичний відділ Каліфорнійського університету (Берклі) . У 1967 він був обраний президентом Американського фізичного товариства.

## Наукова діяльність
Основні праці Таунса присвячені радіоспектроскопії, квантовій електроніці та її застосуванням, нелінійній оптиці, радіоастрономії. Незалежно від А. М. Прохорова і Н. Г. Басова висунув ідею нового принципу генерації та посилення електромагнітних хвиль і на його основі спільно зі співробітниками створив перший квантовий генератор — мазер на аміаку (1954). У 1958 спільно з А. Шавловим обґрунтували і запатентували можливість створення оптичного квантового генератора (лазера). У 1964 «за фундаментальні роботи в області квантової електроніки, які привели до створення випромінювачів і підсилювачів на лазерно-мазерному принципі», Таунс спільно з Н. Г. Басовим і А. М. Прохоровим був удостоєний Нобелівської премії з фізики.
Створені лазери Таунс застосував для високоточної перевірки ефектів теорії відносності, для проведення досліджень в області біології і медицини. В області нелінійної оптики Таунс виявив вимушене розсіювання Мандельштама — Брілюена, ввів уявлення про критичну потужність пучка світла і явище самофокусування (1964), яке можна використовувати в хвилевідній техніці, експериментально спостерігав ефект автоколімації світла (1966)..
Таунс застосував методи квантової електроніки і нелінійної оптики в астрофізиці і спільно з іншими в 1969 відкрив мазерний ефект в космосі (Випромінювання космічних молекул води на довжині хвилі 1,35 см).

## Нагороди
- Премія Румфорда (1961)
- Медаль Т. Юнга (1963)
- Нобелівська премія з фізики (1964)
- Міжнародна золота медаль Нільса Бора (1979)
- Національна наукова медаль США (1982)
- Темплтонівська премія (2005)

## Публікації
- Ч. Таунс, А. Шавлов. Радіоспектроскопія. — М.: Изд-во іноз. лит., 1959.
- Ч. Таунс. Архівована копія // УФН. — 1966. — № 3. Архівовано з джерела 11 лютого 2012. Процитовано 6 травня 2011.
- Ч. Таунс. Архівована копія // УФН. — 1969. — № 5. Архівовано з джерела 22 травня 2013. Процитовано 6 травня 2011.
- Д. Ренк, У. Уелч, Ч. Таунс. Архівована копія // УФН. — 1974. — № 2. Архівовано з джерела 22 травня 2013. Процитовано 6 травня 2011.
- Ч. Таунс. Архівована копія // УФН. — 1979. — № 3. Архівовано з джерела 22 травня 2013. Процитовано 6 травня 2011.